# Édith Serei
Édith Serei (née Edith Gatfalvi en 1924 en Hongrie et morte le 24 octobre 2005 à Montréal) est une esthéticienne, femme d'affaires et animatrice de radio et de télévision canadienne d'origine hongroise.

## Biographie
Édith Serei s'initie à l'esthétique à Paris, où elle suit notamment les cours du docteur Peytoureau et de Fernand Aubry. Puis elle exerce son métier dans son institut de beauté et d'esthétique à Paris et ouvre son laboratoire[source insuffisante].
En 1958, elle transfère ses activités de Paris à Montréal, où elle ouvre son premier institut de beauté[source insuffisante]. La profession d'esthéticienne étant alors presque inexistante au Canada, elle forme d'abord dans son institut les premières esthéticiennes, puis en 1958 elle fonde l'Académie internationale Édith Serei, la première école d'esthétique du continent américain.
Elle met au point le premier programme complet sur ce continent et innove dans l'art du maquillage en diffusant, avec Fernand Aubry, une nouvelle méthode basée sur la psychomorphologie, le visagisme. Par la suite, Édith Serei met à jour sa méthode, sous le nom de psychofigurisme[source secondaire souhaitée], que l'on[style à revoir] enseigne toujours à son académie. Son but était de démocratiser la beauté, en la rendant accessible à tous.
En 1961, elle ouvre sa deuxième école à Québec, une autre à Toronto en 1966, à Sherbrooke en 1968, à Ottawa en 1969 puis a Budapest en 1992. Des milliers d'esthéticiennes sont sorties des écoles Édith Serei. En 1973 elle est décrite comme possédant « an empire of beauty schools and salons » (un empire d'écoles et de salons de beauté).
En 1962 elle forme le Comité canadien d'esthétique, affilié au Comité international d'esthétique et de cosmétologie, marquant ainsi la naissance officielle du métier d'esthéticienne sur le continent américain[Information douteuse], et organise en 1963, le 1er congrès canadien d'esthétique, suivi de nombreux autres. Édith Serei a représenté le Canada à de nombreuses occasions à travers le monde en qualité de conférencière, chef de délégation, présidente d'assemblées ou présidente de jury.
Édith Serei utilise abondamment les médias (journaux, radio et télévision) pour faire connaître ses produits, ses services et ses écoles,. Elle réalise l'interview de personnalités internationales[source secondaire souhaitée] du monde de la mode, du cinéma ou de la beauté.
Elle a donné toute sa vie à l'esthétique, pour faire connaître et mettre en valeur la profession, en donnant des cours de maquillage à des non voyants ou malentendants ou exercer en hôpital psychiatrique. Son modèle d'affaires est cité comme une source d'inspiration.
Un certain nombre d'entreprises reliées au domaine des cosmétiques et de la formation en esthétique ont porté le nom d'Édith Serei depuis 1958. En particulier, elle était propriétaire avec son mari Georges Serei de Édith Serei Ltée, qui possédait une usine de cosmétiques à Pointe-Claire. Après avoir connu une période de prospérité, cette entreprise a connu des difficultés financières à la fin des années 1970 et a déclaré faillite en 1981. Elle a été rachetée peu après par un homme d'affaires qui l'a renommée Édith Serei International Ltée et a continué d’employer Édith Serei pour faire la promotion des produits de beauté.

### Vie personnelle
Elle épouse Georges Serei. Le couple aura trois enfants,.

## Distinctions
- En 1974, en récompense de sa carrière et pour sa contribution dans l'art et la beauté, elle reçoit le titre de chevalier de Ordre national du Mérite du gouvernement français[source insuffisante][18].
- En 1992, Édith Serei est sélectionnée parmi « Ces femmes qui ont bâti Montréal », à l'occasion du 350e anniversaire de Montréal[9].
- La rue Édith-Serei de la ville de Montréal est nommée en son honneur[9].